# Mate (recipient)

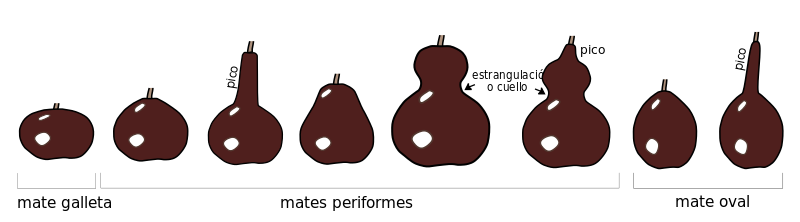
Tipus de Lagenaria segons la seva forma.

Un mate és un recipient generalment fabricat a partir del fruit d'espècies de carabassa del gènere Lagenaria. També poden fabricar-se de fusta, de guampa (‘banya’) de toro, vidre, plàstic, plata, llautó esmaltat i, recentment, de silicona; aquest recipient és utilitzat per a beure la infusió homònima.

## Ús i costums

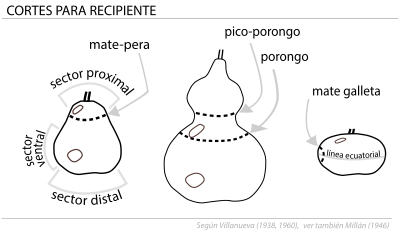
Tipus talli que se li dóna als fruits de les Lagenaria spp. segons la seva forma

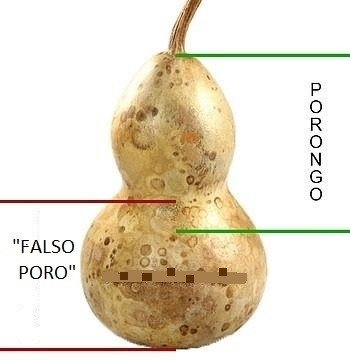
D'un mateix fruit gran de Lagenaria (purungu) es pot treure un 'mate porongo', i un altre del tipus ‘fals poro’

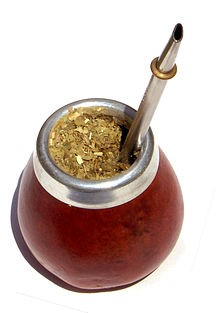
Un mate del tipus ‘poro’ o ‘mate pera’

En aquest recipient es beu el mate, consistent en fulles dessecades i triturades d'herba mate, col·locades dins del recipient i a les que se'ls hi aboca aigua a una temperatura d'uns 80 °C; la infusió resultant s'absorbeix a través d'una bombilla (una mena de canyeta).
El recipient és d'ús grupal; no sol fer-se servir individualment excepte quan es beu la infusió en solitari. Aquests costums varien lleugerament segons la regió, però coincideixen que es comparteixen el recipient, la bombilla i la beguda.
En el recipient mate també es pren tereré, que és la mateixa infusió d'herba mate, però freda. El tereré és comú arreu del Paraguai, i també en el nord-est de l'Argentina i en sud i centre-oest del Brasil.

S'entén per curat al procés d'impregnació dels porus del material del mate quan aquest ha estat construït a partir d'algun material porós com la fusta o la carabassa.

## Mates tradicionals
La infusió de l'herba mate presa amb bombilla es coneix com a «mate». Els guaranís, qui foren els primers a incorporar aquesta infusió en la seva gastronomia anomenaven a la infusió ka’aý (ka’á: ‘herba mate’; ÿ o ü: ‘aigua’). Així és que "ka'aý" significaria ‘aigua amb herba mate’. Al seu torn, el recipient usat per a prendre mate era anomenat en idioma guaraní ka’ayguá (guá: ‘recipient’); llavors una traducció literal de ka’ayguá seria ‘recipient [per a prendre] aigua d'herba mate’.
Les espècies de Lagenaria donen fruits que difereixen en grandària i forma. Hi ha fruits que tenen una estrangulació i uns altres que presenten una forma més arrodonida. Els pobles pertanyents a l'Imperi inca ―entre ells els pobles que habitaven el que actualment és el Nord-oest argentí― distingien diversos tipus de mati o mate. Als mati petits i de forma arrodonida o forma que s'assembla a una pera els deien puru. Als mates més grans, que presenten una estrangulació natural i a un costat una secció de forma més aviat rodona i a l'altre costat una altra secció més gran i de forma més aviat ovalada li deien purungu. Aquests termes (mati, puru i purungu) van penetrar en la societat guaraní, en la societat de les missions jesuítiques guaranís, i en general en tota la societat colonial de gran part del Con Sud.

## Variants
D'aquesta forma és com avui dia han arribat a nosaltres les diferents maneres de cridar als fruits de Lagenaria siceraria. Aquests fruits s'utilitzen avui dia principalment per a prendre la infusió d’Ilex paraguariensis, més coneguda amb el seu nom vernacle «herba mate». Per tant, els termes «mate», «poro» i «porongo», són paraules del quítxua que han arribat als nostres dies. Cada regió del con sud té la seva manera d'emprar aquestes paraules a l'hora de referir-se als diferents mates (recipients per a prendre mate) fets de Lagenaria. No obstant això, hi ha noms que tècnicament són correctes i uns altres que no ho són. A continuació es detallen els noms tècnicament correctes per a denominar a cada recipient de mate, fruits de les Lagenaria, segons la forma que té el fruit anomenat «mate» i segons el tall que se li fa.
Poroparaula que prové del quichua "puru". S'usa per a referir-se a un mate de petit a mitjà, que té forma semblant al d'una pera tot i que una xic més rodona. També se'n diu "mate pera" per la seva forma comparada al d'una pera (fruita). Estan els "falsos poro" que són en realitat el que queda en fer el tall per a fer un mate del tipus porongo, a vegades tallat una mica més amunt del normal.
Porongoparaula que deriva del quítxua "purungu". Els guaranís en el seu propi idioma deien "yeruá" ("jeru'a", en grafia guaraní) al que en quítxua es deia "purungu". Aquesta paraula d'arrel quítxua s'usa per a anomenar a un mate més gran que el de tipus "porus". Té una base més estreta que la boca, que és ampla sempre, i just abans de la boca té una estrangulació natural. També a vegades se'n diu "mate de camioner" (pel fet que els camioners solen usar-lo per als seus llargs viatges perquè en cabre-li més quantitat), "mate bocón" o "mate de boca ampla".
Avui dia i segons la regió d'Amèrica del Sud, les paraules "mate", "porongo" i "poro" s'usen de diferents formes i per a referir-se a diferents objectes. En el con sud totes aquestes paraules s'associen a la infusió d'herba mate, el mate. Tot i que alguns s'animen a anomenar al mate pròpiament dit (al fruit) "mate de carabassa" o "carabassa" el nom original, més apropiat i tècnicament correcte del mate (el recipient) és "mate" o "mati".

## Materials no tradicionals
Hi ha certs mates (recipients) fets de materials no tradicionals com: els de vidre, els de ceràmica, els de tacuara ampla, els de metall, etc. A més, existeixen mats fabricats a Rússia amb fusta de til·ler siberià.

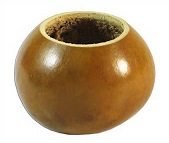
Un mate del tipus ‘fals poro’, perquè en realitat és el que queda d'un “purungu” en tallar-se per a fer un “mate porongo”
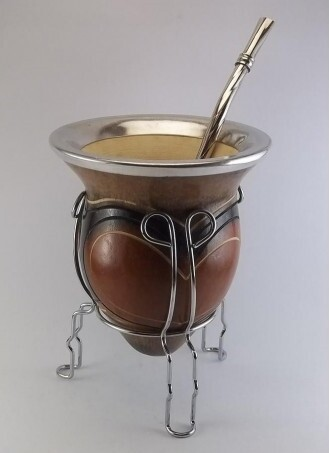
Un 'mate porongo’
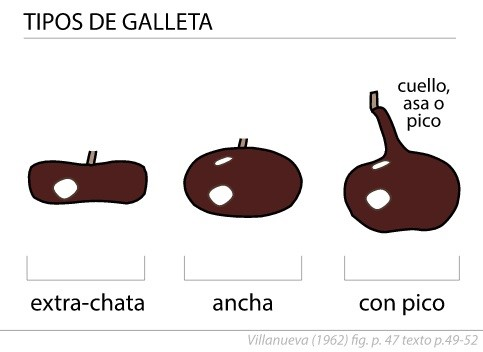
Fruits de la Lagenaria anomenats “galeta” (per semblar-se a la mena de pa homònim comú en el con sud sud-americà) o “mate galeta”
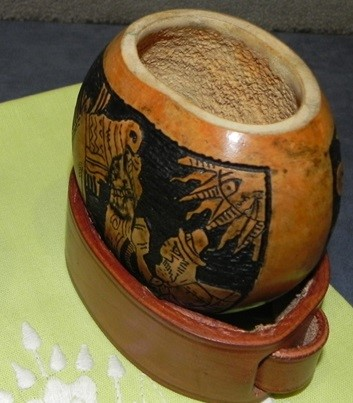
Un ‘mate galleta’ (galleta ampla)
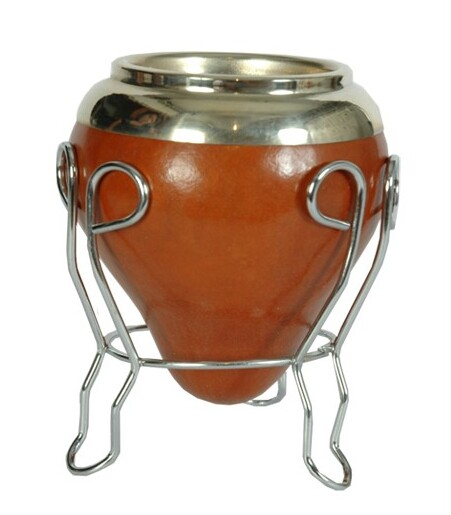
Un mate del tipus ‘pico de porongo’
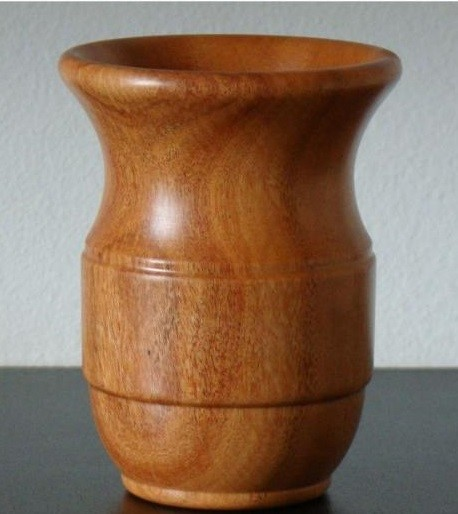
Un mate fet de fusta nativa, quebracho acolorit
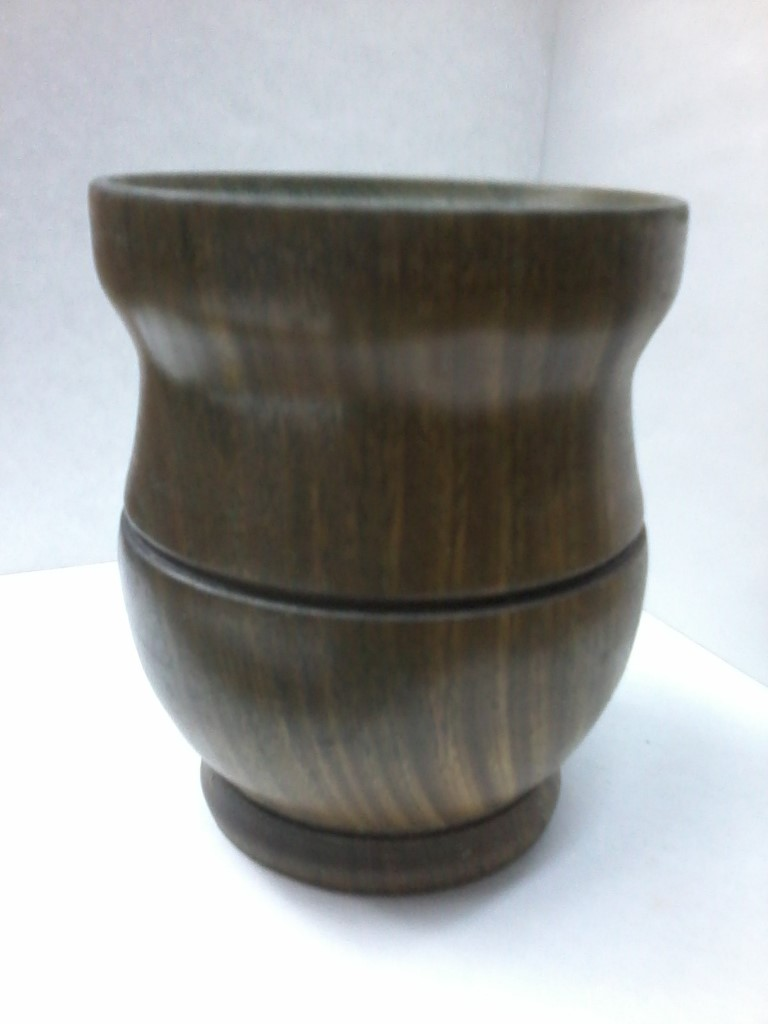
Un mate fet de fusta nativa, pal sant
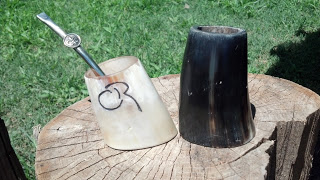
Un mate fet de guampa o asta de toro
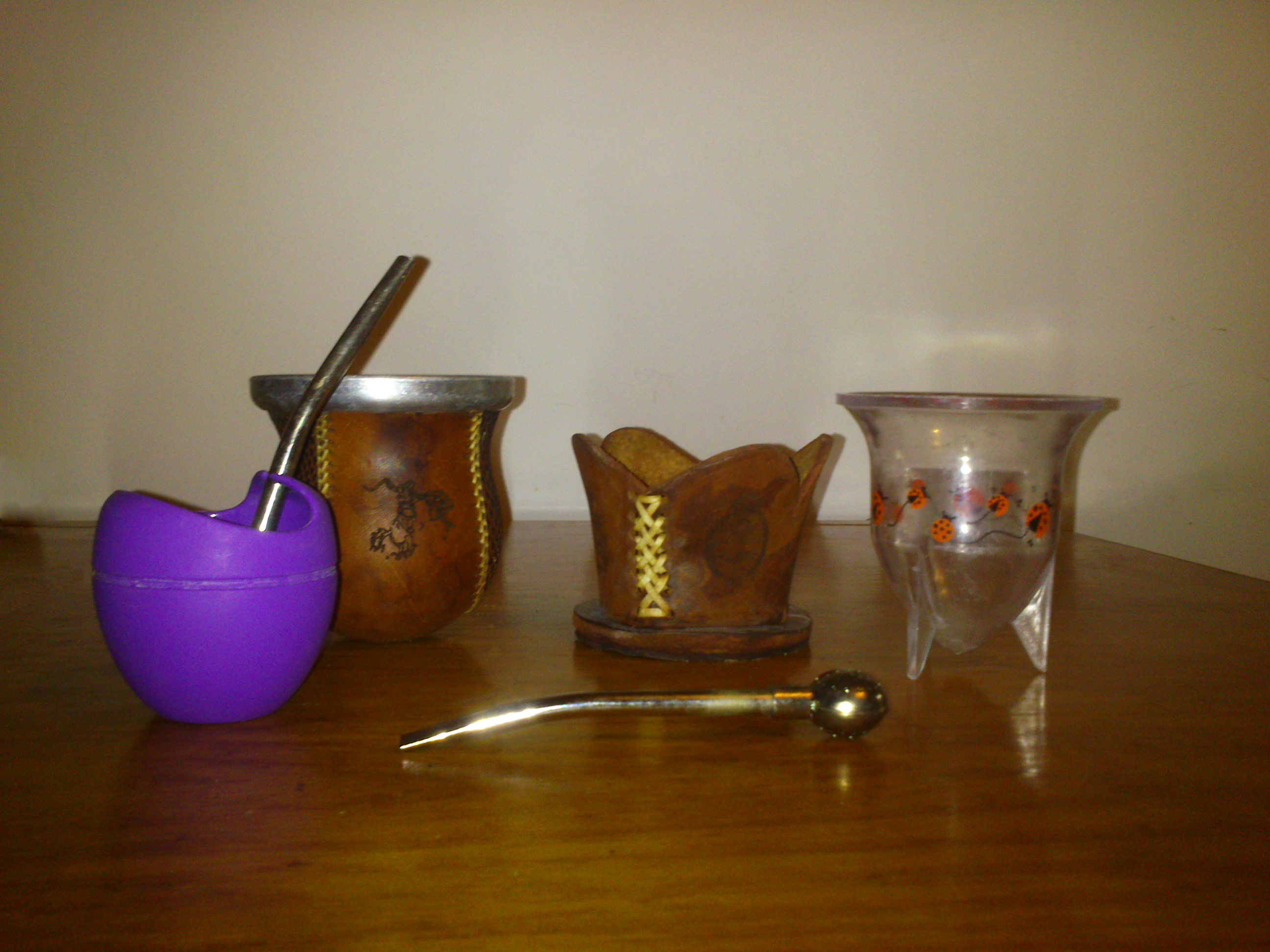
Diferents tipus de mates: d'esquerra a dreta: mate de silicona, mate carabassa amb revestiment de cuir de vaca i pell d'escurçó; posa-mates amb l'Escut Nacional Argentí gravat; mate d'acrílic. Al centre, una bombilla.